# Ricardo Trigilli
Ricardo Antonio Trigilli (La Paternal, Ciudad Autónoma de Buenos Aires, Argentina, 24 de agosto de 1934 – Buenos Aires, Argentina, 20 de enero de 2010) fue un futbolista argentino que jugaba como delantero, se lo recuerda como un jugador caracterizado duro con mucha garra y dueño de un cabezazo implacable; también se desempeñó como entrenador en varios clubes del ascenso del fútbol argentino. Fue el mayor exponente de Macabi, club con el que jugó muy pocos partidos en la Primera D, la menor de las categorías. Luego se convirtió en un emblema de Argentinos Juniors en la década del 50. Es el director técnico más ganador en la historia del Club Atlético Estudiantes de Buenos Aires.

## Trayectoria

### Como futbolista

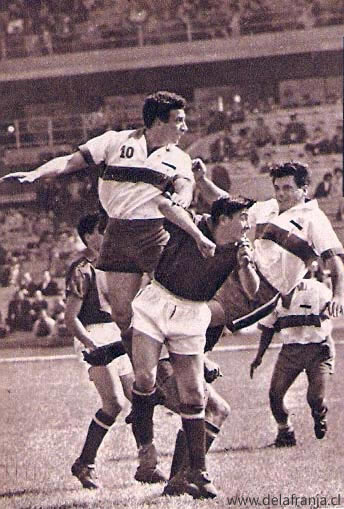
Ricardo Trigili jugando para Universidad Católica en 1961.

Nació en Buenos Aires, en el barrio de La Paternal. Empezó su carrera como jugador en el club del barrio, Argentinos Juniors, en la quinta división en 1951. Debutó en la primera de Argentinos Juniors el 14 de diciembre de 1952, ante Tiro Federal. Fue el máximo goleador del equipo que consiguió el campeonato de la Primera B en 1955. Jugó como delantero en Argentinos Juniors hasta 1958, convirtiendo 51 goles en 142 partidos. Entre 1959 y 1960 jugó para Vélez Sarsfield, club en el cual disputó 11 partidos, se retiró en San Telmo en el año 1965, en donde disputó doce encuentros convirtiendo un gol. Aunque antes de su retiro profesional jugó en Chile para Universidad Católica entre 1961 y 1962. En Deportes La Serena jugó en 1963, mientras que en el desaparecido Ferrobádminton lo hizo en 1964. En 1961 se coronó campeón de la Primera División defendiendo los colores de Universidad Católica, club con el que participó en la Copa Libertadores 1962, marcándole un gol a Emelec de Ecuador y dos a Millonarios de Colombia.

### Como entrenador
Como director técnico tuvo una larga carrera. En 1967 empezó en Argentinos Juniors, al que salvó del descenso, ya que al momento de asumir como entrenador el equipo estaba en una situación muy difícil. Fue director técnico de Argentinos Juniors en otras oportunidades como en 1968, 1972, 1975-1976 y 1982. En total estuvo 112 veces sentado en el banco de Argentinos Juniors. En 1978 dirigió a Ferro. En 1985 dirigió a Lanús, cuando este todavía se encontraba en la Primera B. A principios del año 1986, tuvo un breve paso dirigiendo a All Boys. Después pasó a dirigir a Colón en la Primera B Nacional 1986/87, en la cual llegó a semifinales del torneo. También dirigió a Almagro en la temporada 1992/93. En 1982 dirigió a Chacarita Juniors, teniendo como asistente a José Pekerman, a quien en 1972 había hecho debutar en la primera de Argentinos Juniors. En 1988 tuvo un breve paso por Deportivo Morón. En la temporada 1989/90 de la B Nacional volvió a dirigir a Colón. Sin embargo, su mayor éxito como director técnico fue dirigiendo a Estudiantes de Caseros, al adjudicarse el campeonato de la Primera B 1977, ascendiendo a la Primera División con el equipo pincha de Caseros y en 1996 nuevamente subió con la entidad de Caseros pero, esta vez, al Nacional B en una recordada final que el pincha goleó su clásico rival Almagro por cinco goles contra uno. Dirigió a Estudiantes desde 1977 hasta 1981 y volvió entre los años 1983-1984 y 1994-1996.

"Estoy contento y emocionado por este ascenso de Estudiantes. Es una gran alegría porque yo invertí mucho tiempo de mi vida en este club. Además, hubo muchas cosas que realmente me marcaron. Este nuevo logro me trae buenos recuerdos porque yo logré dos ascensos que fueron muy importantes para esta institución. El primer título fue en el año 77, cuando subimos a Primera División. Este sin dudas fue el más reconocido de toda mi carrera como director técnico, ya que logré que un club chico como Estudiantes juegue por única vez en la A. También me tocó dirigir al equipo que pegó el salto de la B al Nacional. También fue muy meritorio, porque en ese momento el club se encontraba en una difícil situación económica. Con un plantel bastante disminuido, pudimos ganarle a Almagro en la final del Reducido y ascender. Espero que ahora los dirigentes se comprometan más con el club y logren mantener un plantel de categoría para no pasar más vicisitudes y no caerse de nuevo. También deberían mirar un poco más a la parte social, para que la gente se acerque y colabore con este hermoso club, que es como mi casa."
Ricardo Trigili sobre Estudiantes de Buenos Aires.

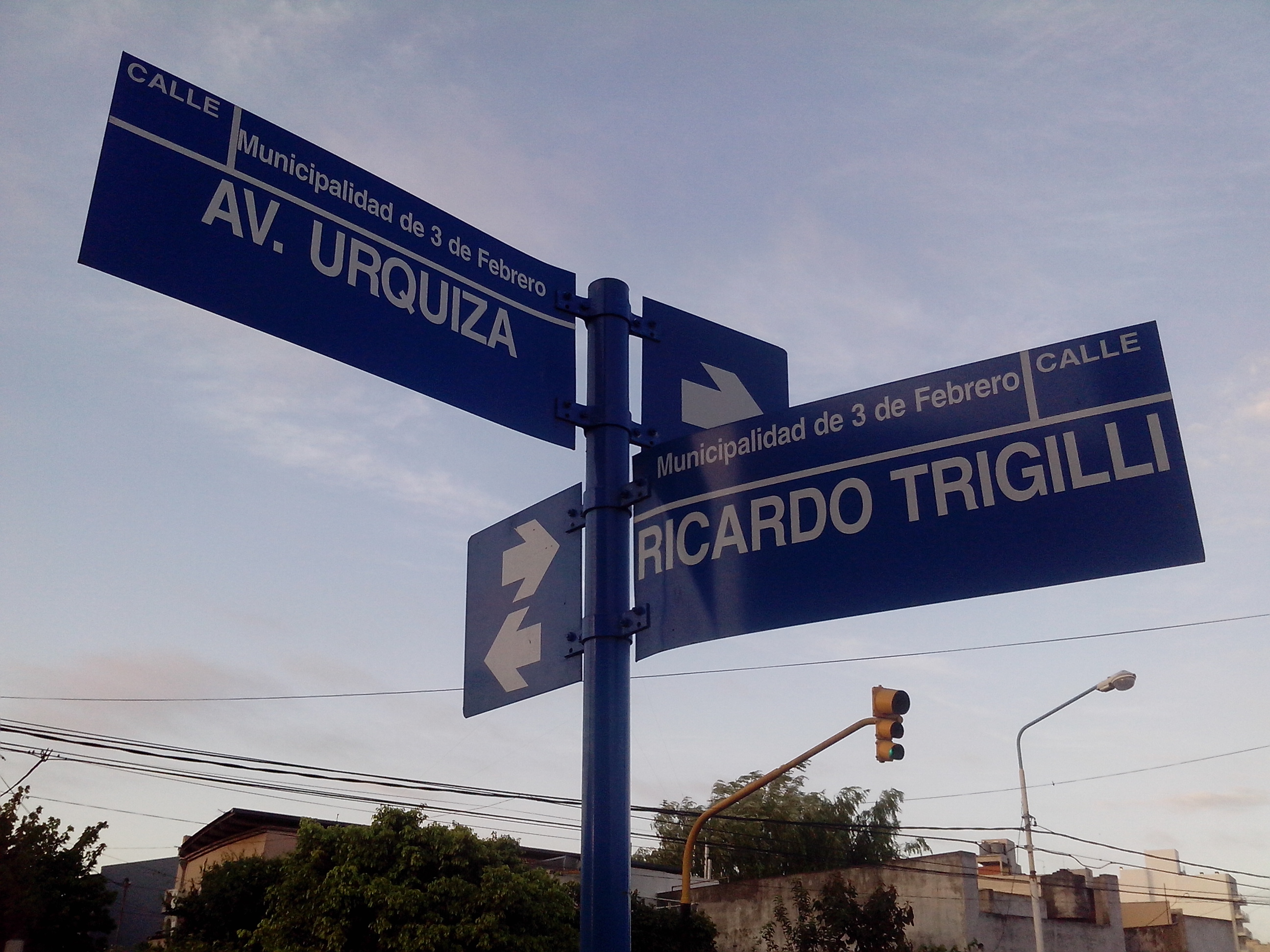
Calle de Caseros con el nombre de Ricardo Trigili.

Por sus logros y trayectoria la concentración del Estadio Ciudad de Caseros lleva el nombre de Ricardo Trigili. Asimismo, el 18 de octubre de 2013 se aprobó la iniciativa del nombre Ricardo Trigili a la calle lateral al Estadio Ciudad de Caseros, en homenaje para una de las personas más importantes en la vida de Estudiantes.
El 7 de febrero de 2016  por iniciativa de CESAR PEREZ DURSI y ROBERTO PEREZ DURSI, bajo la realización de la recordada LILIANA ROSA DURSI, se inauguró el mural de Ricardo Trigili y Carlos Carella en el Estadio Diego Armando Maradona . El mismo fue realizado por Lisandro Pérez Bianchimano.
Se encuentra sobre la calle Gavilán entre Juan A. García y San Blas.

## Clubes

### Como futbolista
| Club                 | País      | Año       |
| -------------------- | --------- | --------- |
| Argentinos Juniors   | Argentina | 1952-1958 |
| Vélez Sarsfield      | Argentina | 1959-1960 |
| Universidad Católica | Chile     | 1961-1962 |
| La Serena            | Chile     | 1963      |
| Ferrobádminton       | Chile     | 1964      |
| San Telmo            | Argentina | 1965      |
| Macabi               | Argentina | 1965      |

### Como entrenador
| Club               | País      | Año       |
| ------------------ | --------- | --------- |
| Argentinos Juniors | Argentina | 1967-1968 |
| Argentinos Juniors | Argentina | 1972      |
| Argentinos Juniors | Argentina | 1975-1976 |
| Estudiantes (BA)   | Argentina | 1977-1978 |
| Ferro              | Argentina | 1978      |
| Estudiantes (BA)   | Argentina | 1979-1981 |
| Chacarita Juniors  | Argentina | 1982      |
| Argentinos Juniors | Argentina | 1982      |
| Quilmes            | Argentina | 1983      |
| Estudiantes (BA)   | Argentina | 1983-1984 |
| Talleres (RE)      | Argentina | 1984      |
| Deportivo Italiano | Argentina | 1985      |
| Lanús              | Argentina | 1985      |
| All Boys           | Argentina | 1986      |
| Colón              | Argentina | 1986-1987 |
| Deportivo Morón    | Argentina | 1988      |
| All Boys           | Argentina | 1988-1989 |
| Colón              | Argentina | 1989-1990 |
| Almagro            | Argentina | 1992-1993 |
| Estudiantes (BA)   | Argentina | 1994-1996 |

## Palmarés

### Como futbolista
| Título           | Club                 | País      | Año  |
| ---------------- | -------------------- | --------- | ---- |
| Segunda división | Argentinos Juniors   | Argentina | 1955 |
| Primera división | Universidad Católica | Chile     | 1961 |

### Como entrenador
| Título                 | Club             | País      | Año  |
| ---------------------- | ---------------- | --------- | ---- |
| Segunda división       | Estudiantes (BA) | Argentina | 1977 |
| Primera B (2° Ascenso) | Estudiantes (BA) | Argentina | 1996 |